# 鄭少秋
鄭少秋（英語：Adam Cheng Siu Chau，1947年2月24日—），人稱秋官，1966年在香港出道，香港男歌手、演員及節目主持，原名黃可忠，曾改藝名鄭創世。

## 生平

### 正式出道
一直到1967年出道主演首部電影《黑煞星》时在导演要求才正式改後隨繼父姓改名艺名為鄭少秋。1970年加入香港無綫電視（TVB），開始主演電視劇及發行個人唱片專輯。1971年獲《華僑晚報》評選為「十大電視明星」，奠定小生地位，其後於1974年度及1976至1981年度再度入選十大電視明星，合共八度入選，是該選舉中當選電視明星次數最多的男藝人。此外，又曾於1976、1978及1980年度入選同由《華僑晚報》主辦的「十大歌星金駱駝獎」。
1976年受周梁淑怡、王天林賞識主演《書劍恩仇錄》，轟動香港及東南亞；1979年主演《楚留香》，更憑楚留香一角及主題曲風靡臺灣；1991年因主演《戲說乾隆》而為中國大陸觀眾所熟知。1992年於《大時代》中飾演反派「丁蟹」一角，造就此後多年香港股市及經濟學界的獨特現象「丁蟹效應」（又稱「秋仔效應」）。
鄭少秋主唱的歌曲多次入選香港十大中文金曲，並於2006年獲香港樂壇最高成就獎金針獎。鄭少秋在香港歌影視界地位崇高，知名度遍及兩岸三地。歌曲方面，除《大時代》主題曲《歲月無情》外，代表作還包括《書劍恩仇錄》、《祝寿歌》、《陸小鳳》、《倚天屠龍記》、《楚留香》、《輪流傳》、《誓要入刀山》、《決戰前夕》、《天涯孤客》（與珍珍、佩佩合唱）、《火燒圓明園》、《熊熊聖火》、《黃帝子孫》、《烽火飛花》、《飛鷹》、《愛在心內暖》（與李芷苓合唱）、《笑看風雲》、《從不放棄》、《香港料理》、《絕世雄才》、《御用閒人》、《界限》等等。

### 早年生活
鄭少秋於1947年2月24日（農曆丁亥年2月4日）在香港出生；其後於香港同濟中學就讀。直至16歲時，鄭少秋先後報考大喜、同文、南國的演員訓練班。而在同文影業公司時，遇上導師良鳴。良鳴使用著名的蘇聯戲劇理論家斯坦尼斯拉夫斯基（Konstantin Stanislavsky）的心理體系教導學生，方法是由心理完全吸收，再由潛意識發揮出來，鄭少秋十分接受這種生活化的表演方式，視良鳴為他的啟蒙老師。
在同文畢業後，鄭少秋與幾個同學繼續跟良鳴老師學習，其間「墾荒話劇團」於荔園第七劇場演出（還有童年時期的梅愛芳、梅艷芳姊妹），良鳴和鄭少秋一同加入話劇團，良鳴任導演，鄭少秋則是副導演、場記，並兼飾劇中閒角，話劇團三個月便結束了，鄭少秋再重考南國訓練班第五期。當時適逢全港話劇比賽，鄭少秋代表尖沙咀區參賽，演出《手足情深》，結果得到「最佳男主角」。在慶功宴上，獲堅城電影公司的老闆關志堅賞識邀約試鏡，認為鄭少秋確實可造之材，進而簽約，由此開始了明星生涯，當時的鄭少秋不到20歲。

### 影視時期
1966年，19時的加入堅成後，先演一些閒角，第一部擔任男主角的是《黑煞星》，與當時紅極一時的陳寶珠合作。過了三年，國語片蓬勃，粵語片漸式微，因鄭少秋簽的是粵語片合約，不能拍粵語片版及國語片。及後得到鄰居魏平澳介紹至歌廳唱歌。
鄭少秋在歌廳駐唱期間，認識了杜平、陳齊頌、胡美萍等，被邀請上陳齊頌主持的音樂節目《弦韻寄心聲》唱歌，其後於1969年在加入麗的電視獲簽署下合約藝員，至翌年（1970年）正式簽約香港無綫電視，參與監製蔡和平賞識《歡樂今宵》等演出，除了唱歌、趣劇，現場賣廣告，更模仿不少中外名人。
1971年風行唱片為鄭少秋推出了首張個人大碟《愛人結婚了》反應很好，並主演了他的第一部電視劇《冷暖親情》。同年也獲得香港無綫電視的「最有前途新人獎」。《華僑晚報》觀眾評選為“十大電視明星”。
1973年在《煙雨濛濛》中，鄭少秋首度擔任男主角及主唱主題曲，亦是香港無綫電視第一首電視劇主題曲。
1974年，参与TVB三年粤剧巨制《民间传奇》，担任多个单元故事的男主角，如《三司会审玉堂春》《洛神》《紫钗记》《宋景诗》《宝莲灯》《三笑》《拉郎配》《江山美人》等。
1976年，無綫電視第一部怀旧武俠劇《書劍恩仇錄》，動用全台精英參演，監製王天林用鄭少秋一人分飾陳家洛、乾隆以及福康安三角。鄭少秋初擔大旗，此劇使他聲名大噪，更奠定了觀眾心目中英俊瀟灑的古裝俠士典範。不單在香港，當新加坡、印尼播映時，亦空前轟動，收視率非常之高。是鄭少秋藝術生涯的一個重要轉捩點。
1976年，文志唱片為他推出個人大碟《天涯孤客》，在香港電台中文歌曲龍虎榜中停留了半年之久，其間有過二個月高踞縣冠軍的紀錄。
1977年，推出个人大碟《欢乐年年》，其中祝寿歌传唱度之高，更是农历新年时贺喜常用的粤语歌曲之一。
1978年的《倚天屠龍記》為鄭少秋帶來另一個高峰，劇集播出反應轟動。
1979年《歡樂今宵》舉辦「影視歌星模仿大賽」，鄭少秋在總決賽模仿日本著名視覺系紅歌星澤田研二的《OH! ギャル》。一襲雪白海軍軍服，軍帽歪戴遮單眼，以女性化妝手法，搽脂蕩粉，塗上口紅和指甲油，手執香烟，一搖一擺，載歌載舞唱出粵語版本《OH GAL》，自此「扮嘢秋」之名更盛。
鄭少秋再闖大銀幕，與嘉禾電影公司簽下兩年三部片的合約，第一部《名劍》，開鏡不久，無綫電視台為了對抗當時麗的電視（亞洲電視前身）所播出的劇集，緊急召回鄭少秋，開拍《楚留香》應戰。 其後更因《楚留香》24小時日夜不停趕戲，甚至有連續七日七夜未眠的紀錄，體力過份透支的鄭少秋終於病倒，患了肝病，停工養病3個月後，雖尚未康復，但《名劍》已不能再拖，故仍返回嘉禾片廠繼續將前後延宕共計兩年的《名劍》煞科。1980年5月返無綫復工，開拍單元劇《男人之家》。
1979年12月14日東華三院籌款晚會上，鄭少秋公開獻唱粵曲《山伯臨終》。其後「廣東粵劇團」來港演出，始與原唱者陳笑風首度碰面，經過各方面的協助，1980年6月20日正式拜師，成為陳笑風第一位真傳弟子。
1982年5月在無綫電視拍完《雙面人》後，先後拍了師傅劉家良導演的電影《御貓三戲錦毛鼠》、《少林與武當》，及徐克導演的電影《新蜀山劍俠》。同年，台灣中視播出港劇《楚留香》，收視率自首集的40%一路上升至最高達70%，不僅創下史上罕見的紀錄，也掀起台灣的港劇風潮。也因為《楚留香》在台灣造成的震撼，台灣片商便紛紛邀請鄭少秋拍戲。為了開拓新的市場，鄭少秋只好暫別香港，遠赴台灣拍攝《昨夜之燈》、《楚留香大結局》、《玉劍留香》。
1983年的《新蜀山劍俠》，是改編自還珠樓主的名著，故事敘述五胡亂華時期，鄭少秋飾演的大俠丁引，原隱居深山，為解救天下蒼生而入世，卻於救人過程中不幸遭血魔附身。參演尚有林青霞、元彪、洪金寶等人。本片除卡司陣容堅強，幕後引進了荷里活的特技專家，展現出華人電影前所未有的視覺效果及武俠意境。
1984年8月，鄭少秋在紅磡香港體育館舉行3場的「勁秋演唱會」，此為鄭少秋第一次大型個人演唱會，為配合演唱會同時推出了新專輯《勁歌鄭少秋》。
1985年，秋官跳槽亞洲電視，參演電視劇《諸葛亮》的演出。
1987年，回到無綫拍攝電視劇《誓不低頭》，以往較少拍時裝劇的鄭少秋，在本劇中從年少演至中年，因遭嫁禍一宗滅門血案誤入牢獄14年，重踏社會卻被當年兇嫌為保住社會地位而運用卑劣手段百般打擊，使他忍無可忍，決心與惡勢力纏鬥到底的故事。在無綫電視播出創下了高收視率。在海外錄影帶市場亦獲選為1988年最受歡迎十大無綫港劇之一。
1989年，鄭少秋再度跳槽亞洲電視，主演由招振強監製的民初劇《上海風雲》，劇情由無錫富少因家變而流落上海，從苦力轉變為幫派老大的歷程，從青年、壯年、演到老年。且為劇情需要，一度反串京劇花旦、跳下水溫極低的黃浦江，及從七層樓高處往下墜。鄭少秋在亞視期間，也拍了二部時裝劇《望父成龍》、《代代平安》。
1990年，鄭少秋與米雪合作演出大型浪漫古裝音樂舞台劇《美人如玉劍如虹》，故事改編自知名法國劇作家Edmond Rostand於1897年的舞台劇《大鼻子情聖》（Cyrano de Bergerac），以唐朝為背景。鄭少秋飾演文武雙全的薛衡蘆由於外表缺陷，不敢向表妹賀若珊表達愛意，惟藉著幫有貌無才的同袍戰友紀時春寫情書的機會抒發愛慕之情。1990年6月在香港文化中心公演8場，同年11月再加演10場，開創以明星為號召的音樂舞台劇在香港盛行。
《刺客列傳》劇中，鄭少秋分別飾演荊軻、聶政、豫讓、專諸四位歷史人物。角色個性、扮相，甚至幕後配音均與以往迥然不同。導演鞠覺亮運用鏡頭的效果襯托力道的美，帶來歷史武俠劇的新風貌。
1991年，台灣飛騰電影公司製作、赴中國大陸拍攝的中視連續劇《戲說乾隆》。成功打開中國市場，在台灣收視也很高。有見及此，1993年飛騰電影公司再拍《戲說乾隆》續集，在台視播出。
1992年，《大時代》中鄭少秋一改以往大俠的形象，首次飾演粗鄙，活在自我中心的反派「丁蟹」。《大時代》首播時，適逢香港股市大跌；更巧合的是，之後每逢有鄭少秋的電視劇播出時，香港股市都會大幅下瀉，因而出現了「丁蟹效應」（又稱「秋官效應」）

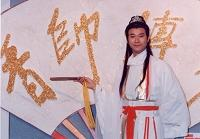
拍攝《香帥傳奇》時的鄭少秋

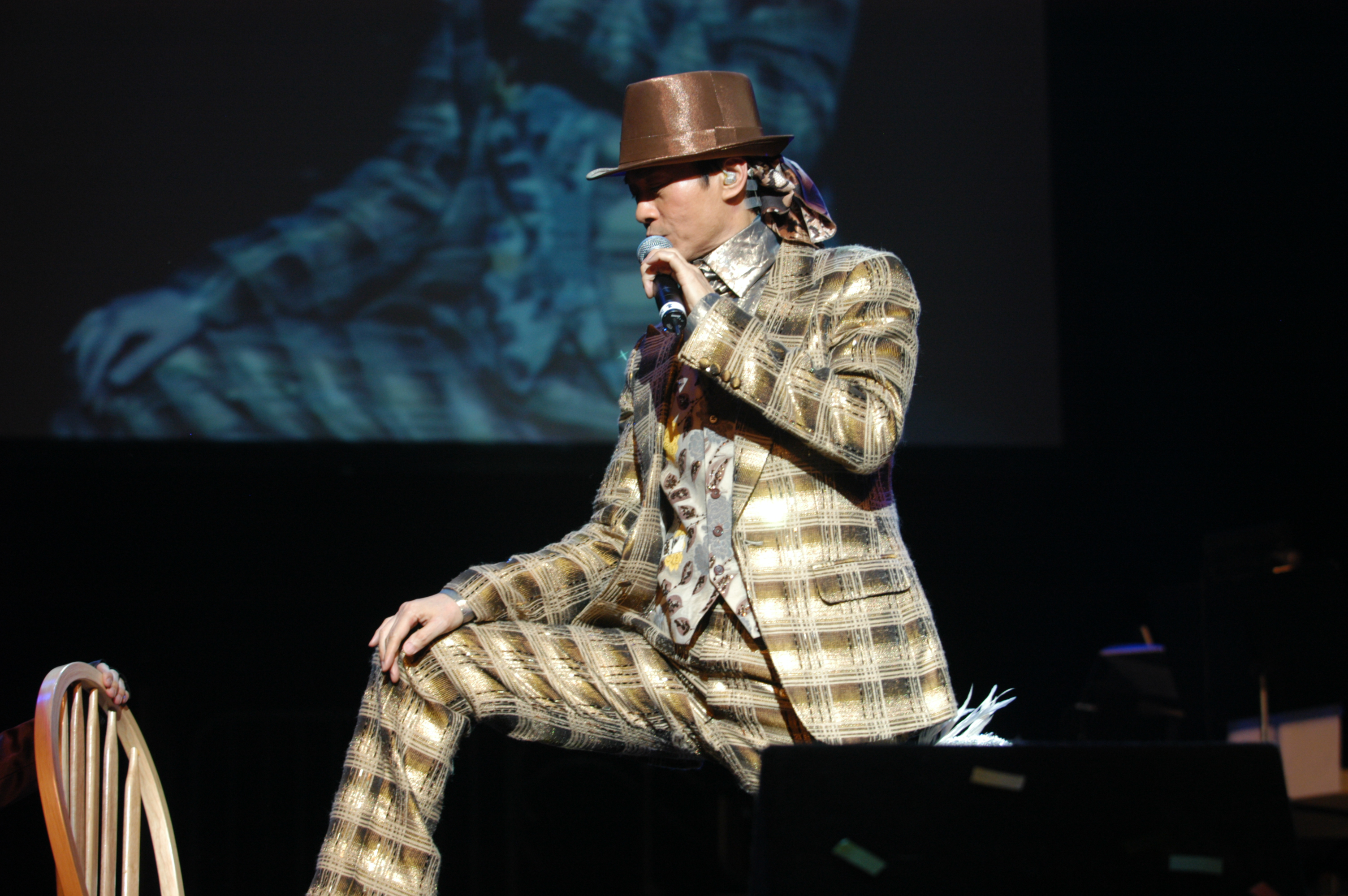
在新加坡演出的鄭少秋

1994年，鄭少秋受景得傳播邀請赴台灣拍攝台視連續劇《香帥傳奇》；並主唱該劇主題曲《天大地大》，鄭少秋更趁勢推出同名國語專輯唱片。
同年年尾，鄭少秋返港拍攝《笑看風雲》(其女兒是同劇演員郭藹明(同時主演大時代)同劇演員劉青雲經周慧敏協助交往)，飾演一個宅心仁厚、舉足輕重的紅色資本家。該劇以及同名主題曲令觀眾留下深刻印象，成為鄭少秋廣為人知之代表作品之一。挾本劇之餘威，1996年3月鄭少秋在香港紅磡體育館舉辦4場「娛樂天皇鄭少秋演唱會」。
1999年，鄭少秋推出單曲《香港料理》，當中一句「牛肉加蔥花，要烏冬嗎」至今仍廣泛流傳，深受網民熱愛。
2001年8月至10月，鄭少秋在香港理工大學賽馬會綜藝館演出《聊齋新誌》音樂劇，此劇改編自蒲松齡《聊齋誌異》中狐仙鬼怪故事，鄭少秋飾演避世求學問道不遠千里的書生白如雲，除了詮釋師生情、同窗愛、兄弟結義，更不經意牽出一段人狐相戀的際遇，莞爾中帶有深意。原本計劃演出60場；但因演出完第59場後發生了小火，把部份道具燒毀，最後一場被迫取消。
2004年《楚漢驕雄》，鄭少秋一反以往風度翩翩，武功高強的大俠形象，飾演市井無賴、貪生怕死的流氓皇帝劉邦。除了香港無綫電視播出外，2005年在台灣播出時，也創下港劇剛播畢短時間即刻又重播之紀錄。TVBS、TVBSG均先後重播，2010年衛視電影台再度播出。
2006年4月，鄭少秋主持無綫電視資訊節目《故宮》，收視打破晚上11點時段的最高紀錄；有見及此，2007年無綫再邀請鄭少秋主持另一資訊節目《謎》，與王貽興、呂慧儀主持。2009年，《謎》開拍第二輯，鄭少秋與羅蘭、呂慧儀主持。
2006年7月《天之驕子》，鄭少秋再度挑戰古裝大型歌舞音樂劇，本齣舞台劇帶有濃厚粵曲風格，難度更高。故事取材自清代才女陳端生經典小說《再生緣》。鄭少秋飾演將軍皇甫少華，與扮演孟麗君的粵劇名角陳寶珠搭檔情侶，分別在香港演藝學院及沙田大會堂共演岀50場。
2006年12月21日，鄭少秋獲「第二十九屆十大中文金曲頒獎音樂會」頒發最高榮譽大獎「金針獎」，並於現場演唱《熊熊聖火》、《陸小鳳》及《倚天屠龍記》。
2007年，以紀念香港回歸十周年題材電視劇《榮歸》，是鄭少秋首部在中國內地的時裝劇。本片鄭少秋飾演香港地產業集團總裁，其與在北京擔任烤鴨廚師的胞兄之間，經過50年的離散後重聚，迥異的成長背景產生的鴻溝，在歷經事業、家庭、疾病等重重危機後再度心靈融合的過程；以此反映出香港與內地在時代轉折下，生活、價值觀，國家意識等等心態的差異及變化。鄭少秋首次以普通話原聲演出。
2010年《神醫大道公》，鄭少秋飾演家喻戶曉濟世救人的醫神「保生大帝」。為台灣開放兩岸影視合作政策後，首次是由台灣無線電視台民視投資拍攝的中國大陸電視劇，主題曲《慈濟在人間》亦由鄭少秋主唱。5月10日中國內地中央電視台首播時，在北京及台灣大龍峒保安宮均舉辦宣傳記者會，兩岸官商雲集，亦為另一創舉。

### 近年发展
2011年，鄭少秋重返大螢幕，接拍電影《忠烈楊家將》，飾演楊家將的領袖人物楊令公。睽違17年未拍電影，此次被闡揚忠孝仁義的情節所打動，因而決定參演。在本片以金刀無敵大總管的英雄姿態出現，不論造型、武打，親情或愛國情操的展現手法，有別於以往任何角色。
2012年2月16日，「國際唱片業協會（香港會）」成立45週年，因而於「香港唱片銷量大獎2011」增設『IFPI香港45週年樂壇貢獻榮譽大獎』，頒發獎座給鄭少秋及汪明荃。表揚他們過去幾十年，憑著個人的努力不懈及堅持，為香港樂壇及廣大樂迷留下無數經典繞樑金曲。
同年6月，他於金牌監製戚其義的電視劇《心戰》中飾演戲劇大師靳兆楠，與陳豪的角色對立，其演技再次肯定。
2017年，鄭少秋為慶祝入行50週年，5月在紅磡香港體育館舉行《鄭少秋半世紀‧大時代世界巡迴演唱會(這次周慧敏擔任特別嘉賓，古巨基也現身支持，隨後3人更合照)》全場爆滿。

## 個人生活
- 與盧慧茹拍拖三年，育有一女鄭安儀[13]。鄭安儀出生於1968年8月，2023年9月被發現於美國南加州的寓所內自殺身亡，終年55歲。[14]
- 前妻沈殿霞，育有女兒鄭欣宜，為香港女藝人。
- 現任妻子是官晶華，育有二女：鄭詠恩及鄭詠曦。
- 鄭少秋同父異母妹妹黃晴雯，現為台灣太平洋百貨董事長，於1990年代曾為中國電視公司新聞主播，雙方曾多次見面團聚[15]。

## 所獲獎項

### 1960年代
| 年份 | 獎項                                   |
| 1967 | 最佳男主角《手足情深》【全港話劇比賽】 |

### 1970年代
| 年份 | 獎項                               |
| 1971 | 十大電視明星【華僑晚報】           |
| 1971 | 最有前途新人獎【無綫電視台】       |
| 1973 | 十大電視明星【華僑晚報】           |
| 1974 | 十大電視明星【華僑晚報】           |
| 1975 | 十大電視明星【華僑晚報】           |
| 1976 | 十大電視明星【華僑晚報】           |
| 1977 | 十大電視明星【華僑晚報】           |
| 1977 | 歡樂年年【金唱片】                 |
| 1978 | 十大電視明星【華僑晚報】           |
| 1978 | 十大男明星【銀色世界】             |
| 1978 | 倚天屠龍記【白金唱片】             |
| 1978 | 陸小鳳【金唱片】                   |
| 1978 | 倚天屠龍記【香港電台十大中文金曲】 |
| 1978 | 誓要入刀山【香港電台十大中文金曲】 |
| 1979 | 十大電視明星【華僑晚報】           |
| 1979 | 十大男明星【銀色世界】             |
| 1979 | 歡樂年年【白金唱片】               |
| 1979 | 一劍鎮神州【金唱片】               |
| 1979 | 楚留香【香港電台十大中文金曲】     |
| 1979 | 楚留香【商業電台中文歌曲擂台獎】   |

### 1980年代
| 年份 | 獎項                                             |
| 1980 | 十大電視明星【華僑晚報】                         |
| 1980 | 十大歌星【華僑晚報】                             |
| 1980 | 楚留香【白金唱片】                               |
| 1980 | 輪流傳【香港電台十大中文金曲】                   |
| 1980 | 輪流傳【商業電台中文歌曲擂台獎】                 |
| 1981 | 十大電視明星【華僑晚報】                         |
| 1981 | 十大男明星【銀色世界】                           |
| 1981 | 泰國十大電視藝員【泰國電視台】                   |
| 1981 | 輪流傳【白金唱片】                               |
| 1981 | 流氓皇帝【白金唱片】                             |
| 1981 | 做人愛自由【香港電台十大中文金曲】               |
| 1981 | 做人愛自由【商業電台中文歌曲擂台獎】             |
| 1982 | 十大電視明星【華僑晚報】                         |
| 1982 | 十大男明星【銀色世界】                           |
| 1982 | 烽火飛花【白金唱片】                             |
| 1982 | 飛鷹【金唱片】                                   |
| 1982 | 大家恭喜/歡樂年年【金唱片】                      |
| 1982 | 富貴榮華【商業電台中文歌曲擂台獎】               |
| 1983 | 台灣最受歡迎影視歌明星獎第一位【台灣三家電視台】 |
| 1983 | 最佳男演員《新蜀山劍俠》【號外】                 |
| 1983 | 蜀山【白金唱片】                                 |
| 1983 | 富貴榮華【白金唱片】                             |
| 1983 | 黃帝子孫【商業電台中文歌曲擂台獎】               |
| 1984 | 十大男明星【銀色世界】                           |
| 1984 | 夾心人【白金唱片】                               |
| 1986 | 十大男藝員第四位【明報電視】                     |

### 1990年代
| 年份 | 獎項                                               |
| 1993 | 最受歡迎台灣男藝人《戲說乾隆》【中國大眾影視雜誌】 |
| 1993 | 十大翡翠經典人物-丁蟹【無綫電視台】                |
| 1995 | 十大風雲人物【無綫電視台】                         |
| 1995 | 笑看風雲【勁歌金曲第一季季選十大歌曲】             |
| 1995 | 傑出表現獎銀獎【勁歌金曲總選】                     |
| 1995 | 十大最受歡迎電視人第六位【壹週刊】                 |

### 2000年代
| 年份 | 獎項                                                |
| 2003 | 銀禧榮譽大獎【香港電台十大中文金曲】                |
| 2006 | 我最喜愛舞台劇演員銅獎【新傳媒‧星島集團演藝家年獎】 |
| 2006 | 金針獎【香港電台十大中文金曲最高榮譽大獎】          |

### 2010年代
| 年份 | 獎項                                                             |
| 2012 | IFPI香港45週年樂壇貢獻榮譽大獎【IFPI香港唱片銷量大獎頒奬禮2011】 |
| 2015 | 最受歡迎經典劇集《大時代》【無綫電視 - 萬千星輝頒獎典禮2015】    |
| 2015 | 最佳節目主持《Sunday靚聲王》【無綫電視 - 萬千星輝頒獎典禮2015】  |

## 演出作品

### 電影
| 上映年份 | 片名                   | 角色   |
| 1966     | 《聖保羅砲艇》         |        |
| 1966     | 《大醉俠》             |        |
| 1966     | 《文素臣》             | 六弟   |
| 1967     | 《黑煞星》             | 吳振邦 |
| 1967     | 《我愛阿哥哥》         |        |
| 1967     | 《甜甜蜜蜜的姑娘》     | 張維漢 |
| 1968     | 《青春玫瑰》           | 吳彥文 |
| 1968     | 《歡樂滿人間》         | 張軒利 |
| 1968     | 《血影紅燈》           | 夏侯壁 |
| 1968     | 《藍鷹》               | 王沖   |
| 1968     | 《危險十七歲》         | 林健華 |
| 1968     | 《方世玉三打木人巷》   | 洪熙官 |
| 1968     | 《大情人》             |        |
| 1969     | 《小魔俠》             | 梅油燈 |
| 1969     | 《銀刀血劍》           | 白泰官 |
| 1970     | 《丈夫要我嫁》         | 惠敏   |
| 1973     | 《愛慾奇譚》           |        |
| 1973     | 《七十二家房客》       | 消防員 |
| 1973     | 《小偷鬥大賊》         |        |
| 1974     | 《大鄉里》             | 亞秋   |
| 1974     | 《危機四伏》           |        |
| 1974     | 《乜都得先生》         |        |
| 1974     | 《烏龍教一》           |        |
| 1974     | 《別了親人》           |        |
| 1974     | 《莫名其妙發橫財》     | 包頂頸 |
| 1974     | 《怪人怪事》           |        |
| 1974     | 《大鄉里八面威風》     | 盧道化 |
| 1974     | 《啼笑夫妻》           | 少秋   |
| 1974     | 《天天報喜》           | 少秋   |
| 1974     | 《運財童子小祖宗》     | 老鄭   |
| 1975     | 《撈女日記》           | 張主任 |
| 1975     | 《十三不搭》           |        |
| 1975     | 《無奇不有》           | 劉志華 |
| 1975     | 《男人四十一條龍》     | 文秋   |
| 1975     | 《小山東到香港》       | 志超   |
| 1975     | 《綠帽唔怕戴》         | 邱近富 |
| 1976     | 《愛在夏威夷》         |        |
| 1976     | 《哈哈笑》             | 鄭秋   |
| 1976     | 《男歡女愛》           | 萬逹   |
| 1980     | 《名劍》               | 李驀然 |
| 1982     | 《御貓三戲錦毛鼠》     | 展昭   |
| 1983     | 《玉劍留香》           | 荊無名 |
| 1983     | 《迷你特攻隊》         | 鬱金香 |
| 1983     | 《新蜀山劍俠》         | 丁引   |
| 1983     | 《昨夜之燈》           | 葉剛   |
| 1983     | 《楚留香大結局》       | 楚留香 |
| 1983     | 《少林與武當》         | 秋風梧 |
| 1984     | 《禪武門》             | 雪裡紅 |
| 1984     | 《情人看刀》           | 危開   |
| 1984     | 《午夜蘭花》           | 楚留香 |
| 1988     | 《群鶯亂舞》           | 程立邦 |
| 1988     | 《天羅地網》           | 希于庭 |
| 1989     | 《忠義群英》           | 戚大副 |
| 1989     | 《冲天小子》           | 林其昌 |
| 1993     | 《方世玉》             | 陳家洛 |
| 1993     | 《方世玉續集》         | 陳家洛 |
| 1993     | 《畫皮之陰陽法王》     | 王順生 |
| 1993     | 《笑八仙》             | 呂洞賓 |
| 1994     | 《醉拳三》             | 黃麒英 |
| 1994     | 《笑林小子之新烏龍院》 | 面壁   |
| 2013     | 《忠烈楊家將》         | 楊業   |

### 電視劇（香港）
| 首播年份 | 劇名                       | 角色                                    | 製作     |
| 1971     | 《冷暖親情》               | 程思俊                                  | 無綫電視 |
| 1973     | 《煙雨濛濛》               | 何書桓                                  | 無綫電視 |
| 1973     | 《情場戰場》               |                                         | 無綫電視 |
| 1973     | 《大江東去》               | 黃 雄                                   | 無綫電視 |
| 1974     | 《烏龍劍客》               |                                         | 無綫電視 |
| 1974     | 《死亡日記》               |                                         | 無綫電視 |
| 1974     | 民間傳奇《三司會審玉堂春》 | 王景隆                                  | 無綫電視 |
| 1975     | 《愛_秋戀》                |                                         | 無綫電視 |
| 1975     | 《愛_愛之所種》            |                                         | 無綫電視 |
| 1975     | 《愛_乞丐》                |                                         | 無綫電視 |
| 1975     | 民間傳奇《洛神》           | 曹植（曹子建）                          | 無綫電視 |
| 1975     | 民間傳奇《紫钗記》         | 李 益                                   | 無綫電視 |
| 1976     | 民間傳奇《宋景詩》         | 宋景詩                                  | 無綫電視 |
| 1976     | 民間傳奇《步飛煙》         | 趙 象                                   | 無綫電視 |
| 1976     | 民間傳奇《寶蓮燈》         | 劉彥昌                                  | 無綫電視 |
| 1976     | 民間傳奇《三笑》           | 唐伯虎                                  | 無綫電視 |
| 1976     | 民間傳奇《拉郎配》         | 李 玉                                   | 無綫電視 |
| 1976     | 《書劍恩仇錄》             | 陳家洛 乾隆帝 福康安                    | 無綫電視 |
| 1976     | 《唔駛問阿貴》             | 阿 貴                                   | 無綫電視 |
| 1977     | 民間傳奇《江山美人》       | 正德皇                                  | 無綫電視 |
| 1977     | 《大報復》                 | 陳廣勝 黃 力 魏神父 元灝正博士 吉田幸夫 | 無綫電視 |
| 1977     | 《一屋兩伙三人行》         | 阿 祖 (客串)                            | 無綫電視 |
| 1977     | 《陸小鳳之決戰前後》       | 葉孤城                                  | 無綫電視 |
| 1978     | 《大亨》                   | 徐紹良                                  | 無綫電視 |
| 1978     | 《今夕團年話將來》         |                                         | 無綫電視 |
| 1978     | 《倚天屠龍記》             | 張無忌                                  | 無綫電視 |
| 1978     | 《父子樂》                 | 邱領邦                                  | 無綫電視 |
| 1978     | 《一劍鎮神州》             | 離垢居士 (客串)                         | 無綫電視 |
| 1979     | 《鴻運當頭》               | 紅蓮子                                  | 無綫電視 |
| 1979     | 《天虹》                   | 韋政立                                  | 無綫電視 |
| 1979     | 《難兄難弟》               | 司馬祥                                  | 無綫電視 |
| 1979     | 《楚留香》                 | 楚留香                                  | 無綫電視 |
| 1980     | 《男人之家》               | 老齊天                                  | 無綫電視 |
| 1980     | 《輪流傳》                 | 盧 正                                   | 無綫電視 |
| 1980     | 《執到寶》                 | 黃 泉 (客串)                            | 無綫電視 |
| 1981     | 《流氓皇帝》               | 朱錦春                                  | 無綫電視 |
| 1981     | 《烽火飛花》               | 汪東原                                  | 無綫電視 |
| 1981     | 《飛鷹》                   | 丁 嵐                                   | 無綫電視 |
| 1981     | 《富貴榮華》               | 林尚富                                  | 無綫電視 |
| 1982     | 《雙面人》                 | 康存禮 莊雲峰                           | 無綫電視 |
| 1983     | 《夾心人》                 | 江君政                                  | 無綫電視 |
| 1985     | 《諸葛亮》                 | 諸葛亮                                  | 亞洲電視 |
| 1986     | 《屈原》                   | 屈原                                    | 無綫電視 |
| 1986     | 《黃大仙》                 | 黃初平                                  | 無綫電視 |
| 1987     | 《杜心五》                 | 杜心五                                  | 無綫電視 |
| 1988     | 《誓不低頭》               | 謝文武                                  | 無綫電視 |
| 1988     | 《大都會》                 | 鄭世昌（反派角色）                      | 無綫電視 |
| 1988     | 《牢》                     | 袁崇煥                                  | 無綫電視 |
| 1988     | 《着迷》                   | 謝長朗                                  | 無綫電視 |
| 1989     | 《決戰皇城》               | 高寒星                                  | 無綫電視 |
| 1989     | 《上海風雲》               | 馬嘯天                                  | 亞洲電視 |
| 1989     | 《望父成龍》               | 高天賜                                  | 亞洲電視 |
| 1990     | 《代代平安》               | 李國全                                  | 亞洲電視 |
| 1992     | 《大時代》                 | 丁蟹（反派角色）                        | 無綫電視 |
| 1992     | 《羣星會》                 | 葉孤城 朱錦春                           | 無綫電視 |
| 1994     | 《笑看風雲》               | 黃 天                                   | 無綫電視 |
| 1995     | 《男人四十一頭家》         | 楊仲德                                  | 無綫電視 |
| 1996     | 《天地男兒》               | 徐永邦（第一男主角）                    | 無綫電視 |
| 1996     | 《新上海灘》               | 鎮海                                    | 無綫電視 |
| 2000     | 《世紀之戰》               | 丁 野                                   | 亞洲電視 |
| 2003     | 《非常外父》               | 丁貴妹                                  | 無綫電視 |
| 2004     | 《血薦軒轅》               | 凌 峰 宇文峰                            | 無綫電視 |
| 2004     | 《楚漢驕雄》               | 劉邦                                    | 無綫電視 |
| 2005     | 《御用閒人》               | 高 昇                                   | 無綫電視 |
| 2006     | 《潮爆大狀》               | 蔣文滔（Tony）                          | 無綫電視 |
| 2009     | 《桌球天王》               | 游一橋（Cue Sir）                       | 無綫電視 |
| 2012     | 《心戰》                   | 靳兆楠                                  | 無綫電視 |
| 2019     | 《詭探前傳》               | 彭百川                                  | ViuTV    |

### 電視劇（台灣及中國大陸）
| 播出年份 | 劇名               | 角色                   |
| 1985     | 《楚留香新傳》     | 楚留香                 |
| 1990     | 《刺客列傳》       | 荊軻／豫讓／聶政／專諸 |
| 1991     | 《戲說乾隆》       | 乾隆帝                 |
| 1995     | 《香帥傳奇》       | 楚留香                 |
| 1997     | 《江湖奇侠傳》     | 雍正帝                 |
| 1999     | 《神捕》           | 佟林                   |
| 2003     | 《流星蝴蝶劍》     | 孫玉伯                 |
| 2004     | 《清明上河圖》     | 張擇端                 |
| 2004     | 《千古風流一壇醋》 | 房玄龄                 |
| 2007     | 《榮歸》           | 李國凱                 |
| 2008     | 《書劍恩仇錄》     | 乾隆帝                 |
| 2010     | 《神醫大道公》     | 吳夲                   |
| 2018     | 《將夜》           | 夫子                   |
| 2020     | 《將夜2》          | 夫子                   |

### 音樂劇
| 年份 | 劇名                                             |
| 1990 | 《美人如玉劍如虹》（改編自西方劇作《風流劍客》） |
| 1992 | 《天女散華》                                     |
| 2001 | 《聊齋新誌》                                     |
| 2006 | 《天之驕子》                                     |

### 廣播劇
| 年份 | 劇名                         | 角色 |
| 1981 | 《巨星劇場》                 |      |
| 1984 | 《八仙賀壽》                 |      |
| 1988 | 《禍從天降》                 |      |
| 1988 | 《最後抱擁》                 |      |
| 1989 | 《神探三粒花》               |      |
| 1989 | 《李娃傳》                   | 鄭徽 |
| 2001 | 《親親孩子講故事之壘球高手》 |      |
| 2001 | 《雍正皇帝》                 | 康熙 |

## 音樂作品

### 唱片

#### 1970年代
| 年份 | 唱片                                   |
| 1971 | 《愛人結婚了》                         |
| 1972 | 《紫色的戀倩》                         |
| 1972 | 《莫把愛情玩弄 (愛人結婚後)》          |
| 1973 | 《煙雨濛濛》                           |
| 1974 | 《秋哥有錢》                           |
| 1974 | 《啼笑夫妻/花旦英教徒弟》 電影原聲大碟 |
| 1975 | 《伴侶》                               |
| 1975 | 《洛神》                               |
| 1975 | 《紫釵記》                             |
| 1976 | 《寶蓮燈》                             |
| 1976 | 《鄭少秋粵語流行曲精選》               |
| 1976 | 《三笑》                               |
| 1976 | 《天涯孤客》                           |
| 1976 | 《書劍恩仇錄》                         |
| 1977 | 《歡樂年年》                           |
| 1977 | 《唐山二兄》                           |
| 1977 | 《江山美人》                           |
| 1977 | 《留住了歡笑》                         |
| 1977 | 《鄭少秋旅美演唱特輯精選》             |
| 1977 | 《狐蝠》                               |
| 1978 | 《文志群英會〈之〉星光熠熠賀昇平》     |
| 1978 | 《鄭少秋/汪明荃合唱精選》              |
| 1978 | 《陸小鳳》                             |
| 1978 | 《倚天屠龍記》                         |
| 1979 | 《一劍鎮神州》                         |
| 1979 | 《楚留香》                             |

#### 1980年代
| 年份 | 唱片                     |
| 1980 | 《輪流傳》               |
| 1981 | 《粵語流行曲精選》       |
| 1981 | 《流氓皇帝》             |
| 1981 | 《烽火飛花》             |
| 1981 | 《飛鷹》                 |
| 1982 | 《富貴榮華》             |
| 1983 | 《娛樂群英會〈第三輯〉》 |
| 1983 | 《蜀山》                 |
| 1983 | 《夾心人》               |
| 1984 | 《勁歌鄭少秋》           |
| 1986 | 《有求必應》             |
| 1987 | 《華星武俠金曲集》       |
| 1988 | 《秋意》                 |

#### 1990年代
| 年份 | 唱片                                                |
| 1992 | 《鄭少秋精選》                                      |
| 1993 | 《大時代》                                          |
| 1993 | 《陳松齡─我愛上了英雄》                             |
| 1994 | 《山伯臨終》                                        |
| 1994 | 《陳笑風慈善演唱會名曲精選集〈現場錄音92-94特輯〉》 |
| 1995 | 《笑看風雲》                                        |
| 1995 | 《天大地大》                                        |
| 1995 | 《男人四十一頭家》                                  |
| 1995 | 《鄭少秋金曲精選》                                  |
| 1995 | 《鄭少秋/汪明荃合唱經典》                           |
| 1996 | 《天地男兒〈新歌精選〉》                            |
| 1996 | 《新上海灘》                                        |
| 1996 | 《舊曲情懷鄭少秋》                                  |
| 1999 | 《最佳友情人》                                      |
| 1999 | 《荃情投入秋意濃》                                  |

#### 2000年代
| 年份 | 唱片                         |
| 2001 | 《世紀之選〈新曲 + 精選〉》  |
| 2001 | 《娛樂金禧經典─鄭少秋》      |
| 2001 | 《聊齋新誌》                 |
| 2004 | 《鄭少秋主題曲集》           |
| 2005 | 《2005鄭少秋家傳戶曉演唱會》 |

#### 2010年代
| 年份 | 唱片                                     |
| 2010 | 《金曲娛樂真經典演唱會》                 |
| 2011 | 《秋意荃情精選》                         |
| 2011 | 《鄭少秋,汪明荃,喜多郎新紀元2011演唱會》 |
| 2012 | 《鄭少秋金曲精選》                       |
| 2013 | 《顧嘉煇大師經典演唱會》                 |
| 2015 | 《顾嘉煇榮休盛典演唱会》                 |
| 2016 | 《顾嘉煇金紫荊慈善演唱会》               |

## 主持作品

### 節目主持（無綫電視）
| 年份 | 節目               |
| 2006 | 《故宮－帝皇秘傳》 |
| 2006 | 《故宮－帝皇寶藏》 |
| 2007 | 《謎》             |
| 2009 | 《謎 (第二輯)》    |
| 2015 | 《Sunday 靚聲王》  |

## 派台歌曲成績
| 派台歌曲成績               | 派台歌曲成績   | 派台歌曲成績 | 派台歌曲成績 | 派台歌曲成績 | 派台歌曲成績 | 派台歌曲成績     |
| -------------------------- | -------------- | ------------ | ------------ | ------------ | ------------ | ---------------- |
| 唱片                       | 歌曲           | 903          | RTHK         | 997          | TVB          | 備註             |
| 1976年                     |                |              |              |              |              |                  |
| 寶蓮燈                     | 求偶           |              | 4            |              |              | 與關菊英合唱     |
| 天涯孤客                   | 天涯孤客       |              | 1            |              |              | 與珍珍、珮珮合唱 |
| 書劍恩仇錄                 | 書劍恩仇錄     |              | 5            |              |              |                  |
| 1977年                     |                |              |              |              |              |                  |
| 歡樂年年                   | 迎春花         |              | 2            |              |              | 與汪明荃合唱     |
| 江山美人                   | 江山美人       |              | 4            |              |              |                  |
| 香港無綫電視片集主題曲精選 | 女校男生       |              | 1            |              |              |                  |
| 留住了歡笑                 | 愛情夢         |              | 1            |              |              |                  |
| 陸小鳳                     | 陸小鳳         |              | 2            |              |              | 跨年上榜         |
| 1978年                     |                |              |              |              |              |                  |
| 狐蝠                       | 狐蝠           |              | 3            |              |              | 跨年上榜         |
| 陸小鳳                     | 決戰前夕       |              | (1)          |              |              |                  |
| 倚天屠龍記                 | 倚天屠龍記     |              | (1)          |              |              | 連續五週榜首     |
| 倚天屠龍記                 | 誓要入刀山     |              | 1            |              |              |                  |
| 倚天屠龍記                 | 熊熊聖火       |              | 1            |              |              |                  |
| 1979年                     |                |              |              |              |              |                  |
| 一劍鎮神州                 | 一劍鎮神州     |              | 3            |              |              |                  |
| 一劍鎮神州                 | 無敵是最寂寞   |              | (1)          |              |              |                  |
| 一劍鎮神州                 | 愛的擁抱       |              | 5            |              |              |                  |
| 楚留香                     | 楚留香         |              | (1)          |              |              |                  |
| 楚留香                     | OH GAL         |              | 5            |              |              |                  |
| 1980年                     |                |              |              |              |              |                  |
| 輪流傳．名劍               | 輪流傳         |              | 1            |              |              |                  |
| 1981年                     |                |              |              |              |              |                  |
| 流氓皇帝                   | 做人愛自由     |              | (1)          |              |              |                  |
| 流氓皇帝                   | 愛在心內暖     |              | 5            |              |              | 與李芷苓合唱     |
| 烽火飛花                   | 烽火飛花       |              | 3            |              |              |                  |
| 飛鷹                       | 飛鷹           |              | 1            |              |              |                  |
| 飛鷹                       | 被遺忘的小花   |              | 4            |              |              |                  |
| 1982年                     |                |              |              |              |              |                  |
| 富貴榮華                   | 如在夢中       |              | 5            |              |              |                  |
| 富貴榮華                   | 讓我帶回家     |              | 1            |              |              |                  |
| 1983年                     |                |              |              |              |              |                  |
| 新蜀山劍俠                 | 黃帝子孫       |              | 1            |              |              |                  |
| 新蜀山劍俠                 | 迷夢           |              | 6            |              |              |                  |
| 夾心人                     | 火燒圓明園     |              | (1)          |              |              |                  |
| 1984年                     |                |              |              |              |              |                  |
| 勁歌                       | 捕魚郎         |              | 1            |              | -            |                  |
| 勁歌                       | 心中的一個他   |              | 7            |              | -            | 與麥潔文合唱     |
| 1986年                     |                |              |              |              |              |                  |
| 有求必應                   | 光照萬世       |              | 1            |              | -            |                  |
| 有求必應                   | 煙圈           |              | /            |              | -            |                  |
| 1988年                     |                |              |              |              |              |                  |
| 秋意                       | 誓不低頭       | 30           | /            |              | 7            |                  |
| 秋意                       | 最後抱擁       | 8            | 8            |              | -            |                  |
| 1992年                     |                |              |              |              |              |                  |
| 鄭少秋精選                 | 輪流傳         | -            | 6            |              | -            | 第二次上榜       |
| 1993年                     |                |              |              |              |              |                  |
| 大時代                     | 歲月無情       | -            | 18           |              | -            |                  |
| 大時代                     | 摘星           | -            | 12           |              | -            |                  |
| 1995年                     |                |              |              |              |              |                  |
| 笑看風雲                   | 笑看風雲       | 12           | 1            |              | 1            |                  |
| 男人四十一頭家             | 愛到最後仍熱愛 | -            | 20           |              | -            | 與汪明荃合唱     |
| 男人四十一頭家             | 一生拖你手     | -            | 9            |              | -            |                  |
| 1996年                     |                |              |              |              |              |                  |
| 天地男兒                   | 從不放棄       | -            | 8            |              | -            |                  |
| 新上海灘                   | 能否再遇上     | -            | 19           |              | -            |                  |
| 1999年                     |                |              |              |              |              |                  |
| 最佳友情人                 | 香港料理       | /            | 8            |              | -            |                  |

| 903 | RTHK | 997 | TVB | 備註     |
| 0   | 19   | 0   | 1   |          |
| 0   | 27   | 0   | 1   | 冠軍週數 |

## 香港演唱會
| 举行年份  | 名稱                                              |
| 1984      | 《勁秋演唱會》                                    |
| 1996      | 《娛樂天王鄭少秋演唱會》                          |
| 1998      | 《顾嘉煇·黃霑·真友情演唱会》                      |
| 1999      | 《最佳友情人演唱會》                              |
| 1999-2000 | 《龍發製藥香港煇黃2000演唱會》                    |
| 2005      | 《鄭少秋家傳戶曉演唱會》 《金曲情牽半世紀演唱会》 |
| 2010      | 《金曲娛樂真经典演唱会》                          |
| 2011      | 《鄭少秋,汪明荃,喜多郎新紀元2011演唱會》          |
| 2012      | 《顾嘉煇大师经典演唱会》                          |
| 2015      | 《顾嘉煇榮休盛典演唱会》                          |
| 2016      | 《顾嘉煇金紫荊慈善演唱会》                        |
| 2017      | 《鄭少秋半世紀‧大時代世界巡迴演唱會》             |

## 參與內地節目
| 年份 | 節目                                                         |
| 2012 | 中国【浙江卫视】综艺节目《我爱记歌词》                       |
| 2012 | 中国【东方卫视】综艺节目《舞林大会》                         |
| 2012 | 中国【湖北卫视】综艺节目《我爱我祖国》                       |
| 2012 | 中国【安徽卫视】颁奖典礼《亚洲偶像盛典》                     |
| 2012 | 中国【山东卫视】综艺节目《中秋明月家》                       |
| 2012 | 中国【深圳卫视】综艺节目《年代秀》                           |
| 2013 | 中国【深圳卫视】综艺节目《年代秀春节特别节目》               |
| 2013 | 中国【CCTV-1】综艺节目《舞出我人生》                         |
| 2014 | 中國天津衛視綜藝節目《國色天香》                             |
| 2014 | 中国【湖南卫视】综艺节目《一生一世合家欢》                   |
| 2014 | 中国【浙江卫视】综艺节目《我不是明星》四期助阵嘉宾           |
| 2016 | 中国 【江苏卫视】猴年春晚                                    |
| 2018 | 中國【江苏卫视】綜藝節目《金曲捞之挑战主打歌》第二期原唱歌手 |

## 無綫月曆
- 1989年  3月 - 鄭少秋
- 1997年  5月 - 鄭少秋
- 2003年  2月 - 鄭少秋、汪明荃
- 2004年  2月 - 鄭少秋、滕麗名、葉璇
- 2005年  8月 - 鄭少秋、吳美珩
- 2006年  1/2月- 鄭少秋、歐陽震華、林文龍、郭晉安、林保怡、陳錦鴻
- 2007年  2月 - 鄭少秋、汪明荃、馬德鐘、宣萱、陳鍵鋒、鄧上文
- 2008年  7月 - 鄭少秋、伍詠薇、王貽興、鄧健泓
- 2009年  9月 - 鄭少秋、鄧萃雯、謝天華、伍詠薇、曹敏莉